# Destello de lente

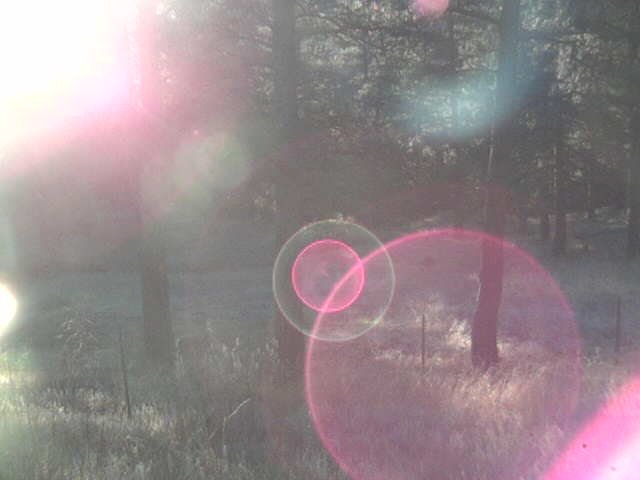
Varios destellos de lente en una imagen obtenida de un circuito cerrado de televisión

Destello o reflejo de lente, también llamado flare (del inglés lens flare), es un tipo de destello que es producido cuando los rayos de luz inciden en el objetivo, esto suele ocurrir cuando se fotografía a fuentes de luz, como por ejemplo, el sol o alguna fuente artificial, en un ángulo en concreto. Esto se puede utilizar con fines artísticos y creativos, pero en muchas ocasiones puede malograr una fotografía, imagen cinematográfica o de vídeo.

## Cómo se produce

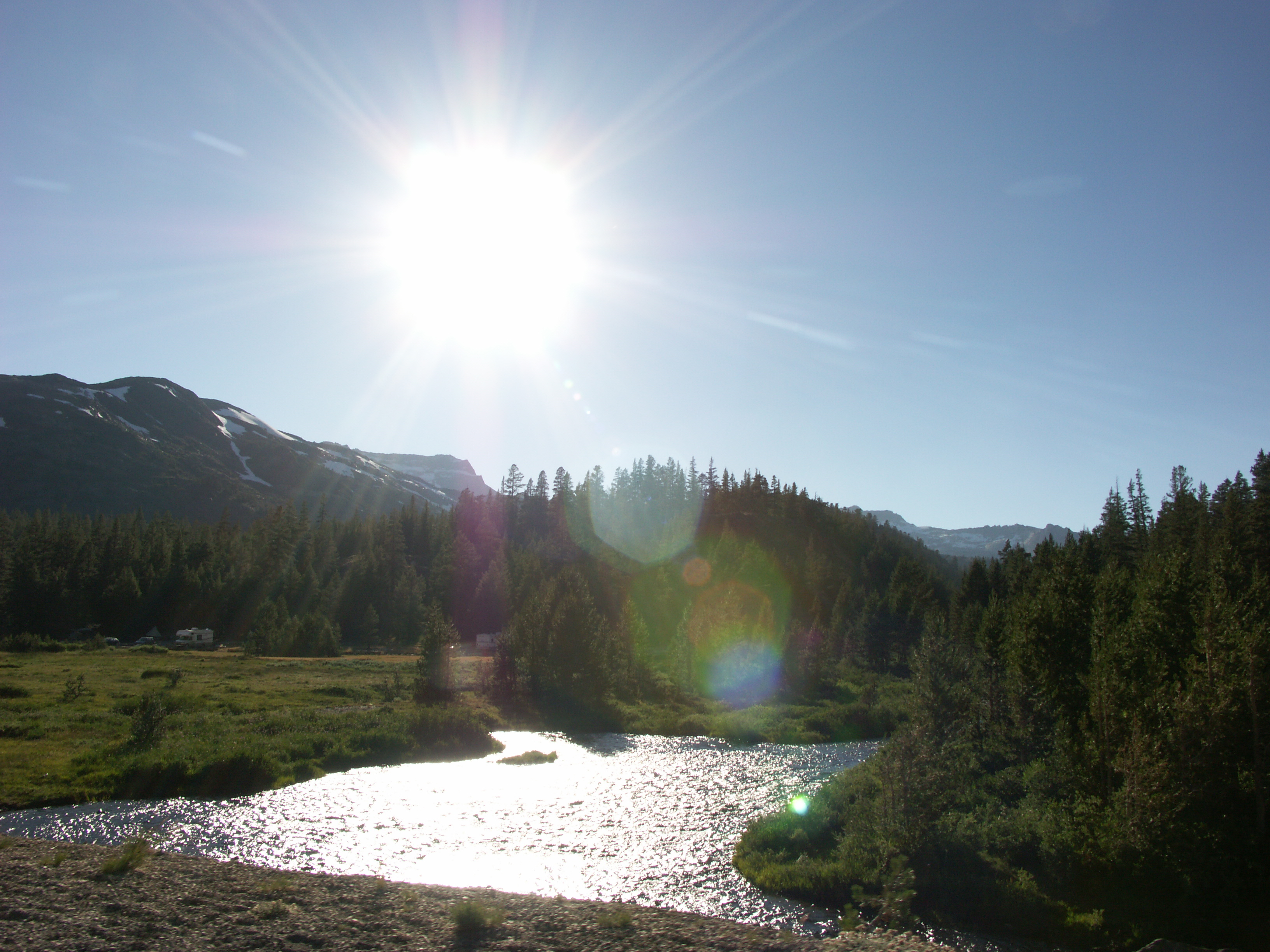
Destello de lente en el Parque Nacional de Yosemite.

Normalmente se origina cuando una luz directa entra por el objetivo, generando reflejos internamente en la lente. Para evitar esta luz parásita y poder controlarla no se debe apuntar directamente con la cámara a una fuente de luz, además de utilizar un parasol para disminuir la entrada de luz que llega al objetivo ya que este funciona a modo de reflector y hace rebotar el destello. También es conveniente mantener las ópticas limpias, ya que si están sucias el destello de lente es más evidente.

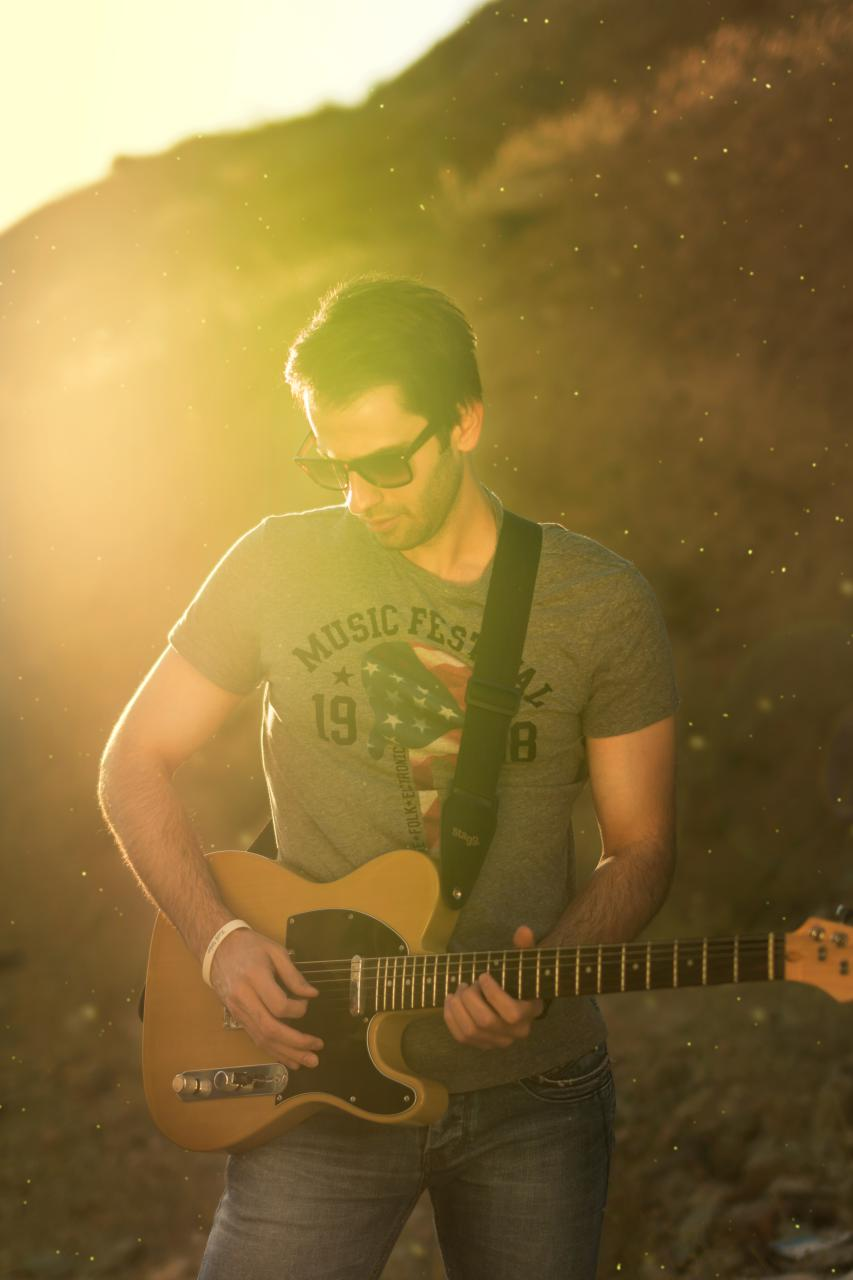
Retrato de un joven guitarrista en las montañas con destello de lente.

La probabilidad que aparezca esta luz parásita en los objetivos angulares es mayor. Por lo tanto, es conveniente evitar el uso de objetivos de gran angular y también los teleobjetivos ya que las lentes con un gran número de elementos comprenden una mayor cantidad de interfaces y puede producirse una dispersión interna. Así mismo, si se utilizan filtros hay que tener en cuenta que cuanto más espacio hay entre ambos cristales, mayor es la probabilidad de que se produzcan reflejos. En cambio, los objetivos de distancias focales fijas reducen esta posibilidad. También es necesario controlar la utilización de fondos blancos y el flash.

## Usos
Si el propósito es potenciar estos efectos de manera creativa, se pueden invertir las causas que producen estos reflejos y utilizarlos a favor. En muchas fotografías e imágenes cinematográficas este elemento es protagonista.
En muchas ocasiones el destello de lente es de utilidad al agregarlo a una composición de imagen artificial o modificada para aportar realismo a esta.
El primer destello de lente intencionado fue utilizado por el director de fotografía Hiroshi Segawa en una de sus películas llamada La mujer de la arena en el año 1964. En películas antecedentes, el destello de lente se interpretaba como un defecto. Por su parte, el cineasta Michael Bay, conocido por películas de acción con efectos especiales, agrega digitalmente este tipo de destellos mediante el uso de imágenes generadas por computadora. El uso de lentes anamórficas, producen en ocasiones destellos de lentes característicos, los flares alargados que pueden observarse en películas grabadas en este formato.